# Lijst van diskjockeys op SLAM!
Dit is een lijst met de huidige en voormalige diskjockeys van het Nederlandse commerciële radiostation SLAM!.
Legenda
-  = Actieve diskjockeys zijn voorzien van een gekleurd blokje.
- Jaartallen betreffen alleen dj-werk (geen werk als sidekick of productie).

## A
|  | Naam          | Periode(s) | Opmerkingen |
|  | ------------- | ---------- | ----------- |
|  | Gijs Alkemade | 2014–      |             |

## B
|  | Naam                | Periode(s) | Opmerkingen                  |
|  | ------------------- | ---------- | ---------------------------- |
|  | Koen Bauweraerts    |            | Als Coone                    |
|  | Leon Benschop       |            | Als onderdeel van Audiotricz |
|  | Harm den Besten     |            |                              |
|  | Erwin van der Bliek |            |                              |
|  | Michael Blijleven   |            |                              |
|  | Danny Blom          | 2024–      |                              |
|  | Menno de Boer       |            |                              |
|  | Hielke Boersma      | 2020–      |                              |
|  | Fabian Bohn         |            | Als Brennan Heart            |
|  | Ivo van Breukelen   |            |                              |
|  | Tamara Brinkman     |            |                              |
|  | René de Bruijn      |            | Als Digital Punk             |
|  | Joost Burger        |            | [ 1 ]                        |
|  | Armin van Buuren    |            |                              |

## C
|  | Naam                  | Periode(s) | Opmerkingen  |
|  | --------------------- | ---------- | ------------ |
|  | Claptone              |            |              |
|  | Robbert van de Corput |            | Als Hardwell |
|  | Ferry Corsten         |            |              |

## D
|  | Naam               | Periode(s) | Opmerkingen |
|  | ------------------ | ---------- | ----------- |
|  | D-Block & S-te-fan |            |             |
|  | Frank Dane         |            |             |
|  | Lucas Degen        |            |             |
|  | Sam Divine         |            |             |
|  | Sander van Doorn   |            |             |
|  | Kees Dorresteijn   |            |             |

## E
|  | Naam               | Periode(s) | Opmerkingen |
|  | ------------------ | ---------- | ----------- |
|  | Kristel van Eijk   |            |             |
|  | Fadil El Ghoul     |            | Als R3HAB   |
|  | Thomas van Empelen | 2023–      |             |
|  | Jan Engelaar       |            | Als DJ Jean |

## F
|  | Naam            | Periode(s) | Opmerkingen     |
|  | --------------- | ---------- | --------------- |
|  | DJ Faro         | 1999–2007  |                 |
|  | Igmar Felicia   |            |                 |
|  | Firebeatz       |            |                 |
|  | Frans Frederiks |            | Als Lange Frans |

## G
|  | Naam          | Periode(s) | Opmerkingen                                     |
|  | ------------- | ---------- | ----------------------------------------------- |
|  | Lex Gaarthuis |            |                                                 |
|  | Jurjen Gofers |            |                                                 |
|  | Sunnery Gorré |            | Als onderdeel van Sunnery James & Ryan Marciano |

## H
|  | Naam                   | Periode(s) | Opmerkingen                            |
|  | ---------------------- | ---------- | -------------------------------------- |
|  | Jochem Hamerling       | 2013–      |                                        |
|  | Willem van Hanegem jr. |            | Als onderdeel van W&W                  |
|  | Ward van der Harst     |            | Als onderdeel van W&W                  |
|  | Albert Harvey          |            | Als onderdeel van Glowinthedark        |
|  | Lars van Heeswijk      | 2023–2024  |                                        |
|  | Oliver Heldens         |            |                                        |
|  | Anoûl Hendriks         | 2019–      |                                        |
|  | Giorgio Hokstam        |            |                                        |
|  | Jordy Huisman          |            | Als onderdeel van Kris Kross Amsterdam |
|  | Sander Huisman         |            | Als onderdeel van Kris Kross Amsterdam |

## J
|  | Naam             | Periode(s) | Opmerkingen                   |
|  | ---------------- | ---------- | ----------------------------- |
|  | Sjoerd Janssen   |            | Als onderdeel van Showtek     |
|  | Wouter Janssen   |            | Als onderdeel van Showtek     |
|  | DJ Jeff          |            |                               |
|  | Thom Jongkind    |            | Als onderdeel van Blasterjaxx |
|  | Michiel Jurrjens |            |                               |

## K
|  | Naam            | Periode(s)           | Opmerkingen                            |
|  | --------------- | -------------------- | -------------------------------------- |
|  | Timo Kamst      |                      |                                        |
|  | Yuki Kempees    |                      | Als onderdeel van Kris Kross Amsterdam |
|  | Eric van Kleef  |                      |                                        |
|  | Eelke Kleijn    |                      |                                        |
|  | Mark Knight     |                      |                                        |
|  | Niels de Koning |                      |                                        |
|  | Dimitris Kops   | 2014–2015, 2018–2022 |                                        |
|  | Bram Krikke     |                      |                                        |
|  | Kenneth Kroes   |                      | Als onderdeel van Audiotricz           |

## L
|  | Naam             | Periode(s)                      | Opmerkingen                                     |
|  | ---------------- | ------------------------------- | ----------------------------------------------- |
|  | Martijn La Grouw | 2006–2014, 2015–2017, 2020–2023 |                                                 |
|  | Mark Labrand     |                                 |                                                 |
|  | Ryan de Lange    |                                 | Als onderdeel van Sunnery James & Ryan Marciano |
|  | Fedde le Grand   |                                 |                                                 |
|  | Robin Leféber    |                                 |                                                 |
|  | Dave Leusink     |                                 |                                                 |
|  | Daniël Lippens   | 2009–2014, 2021–2024            |                                                 |

## M
|  | Naam            | Periode(s) | Opmerkingen                   |
|  | --------------- | ---------- | ----------------------------- |
|  | Idir Makhlaf    |            | Als onderdeel van Blasterjaxx |
|  | James Marsland  |            | Als James Hype                |
|  | Nicole Moudaber |            |                               |

## N
|  | Naam         | Periode(s) | Opmerkingen     |
|  | ------------ | ---------- | --------------- |
|  | Theo Nabuurs |            | Als Mental Theo |

## O
|  | Naam              | Periode(s) | Opmerkingen |
|  | ----------------- | ---------- | ----------- |
|  | Alex Oosterveen   |            |             |
|  | Marijn Oosterveen | 2022–      |             |

## P
|  | Naam                | Periode(s) | Opmerkingen |
|  | ------------------- | ---------- | ----------- |
|  | Alok Peres Petrillo |            | Als Alok    |
|  | Martin Pieters      |            |             |
|  | Jeroen Post         |            |             |

## R
|  | Naam               | Periode(s) | Opmerkingen                     |
|  | ------------------ | ---------- | ------------------------------- |
|  | Kevin Ramos        |            | Als onderdeel van Glowinthedark |
|  | Willem Rebergen    |            | Als Headhunterz                 |
|  | Sammy Renders      |            | Als Sam Feldt                   |
|  | Julia van Reyendam |            | [ 2 ]                           |
|  | Franky Rizardo     |            |                                 |
|  | Nadine Roos        |            |                                 |
|  | Nick Rotteveel     |            | Als Nicky Romero                |
|  | Jaimy de Ruijter   |            |                                 |

## S
|  | Naam               | Periode(s) | Opmerkingen    |
|  | ------------------ | ---------- | -------------- |
|  | Emile van Schaik   |            |                |
|  | Don Schipper       |            | Als Don Diablo |
|  | Raoul Schram       | 2018–      |                |
|  | Solardo            |            |                |
|  | Wouter van Stralen |            | [ 3 ]          |

## T
|  | Naam             | Periode(s) | Opmerkingen                                 |
|  | ---------------- | ---------- | ------------------------------------------- |
|  | The Partysquad   |            |                                             |
|  | Dimitri Thivaios |            | Als onderdeel van Dimitri Vegas & Like Mike |
|  | Michael Thivaios |            | Als onderdeel van Dimitri Vegas & Like Mike |
|  | Koen van Tijn    |            |                                             |
|  | Rob Toonen       |            |                                             |

## V
|  | Naam                | Periode(s) | Opmerkingen       |
|  | ------------------- | ---------- | ----------------- |
|  | Robin Velderman     |            |                   |
|  | Nicky Verhage       |            |                   |
|  | Jeroen Verheij      |            | Als Secret Cinema |
|  | Maurice Verschuuren |            |                   |
|  | MC Villain          |            |                   |
|  | Vintage Culture     |            |                   |
|  | Joris Voorn         |            |                   |

## W
|  | Naam                 | Periode(s) | Opmerkingen |
|  | -------------------- | ---------- | ----------- |
|  | Jordi Warners        |            |             |
|  | Tom van der Weerd    |            |             |
|  | Olivier Weiter       |            |             |
|  | Maurits Westveen     |            | Als Mau P   |
|  | Jarno van der Wielen | 2020–      |             |
|  | Mike Williams        |            |             |
|  | Patrick Wolda        | 2021–      |             |